# Neolloydia matehualensis
Neolloydia matehualensis ist eine Pflanzenart in der Gattung Neolloydia aus der Familie der Kakteengewächse (Cactaceae). Das Artepitheton matehualensis bedeutet ‚vom Standort bei Matehuala in Mexiko‘.

## Beschreibung
Neolloydia matehualensis wächst einzeln oder bildet lockere Polster. Die grünweißlichen Triebe haben gewöhnlich weißliche wollige Scheitel und sind kugelförmig bis zylindrisch. Rippen sind nur schwach ausgeprägt oder fehlen ganz. Die kegelförmigen Warzen sind deutlich ausgeprägt. Die meist zwei Mitteldornen sind schwarz bis rötlich-braun, gerade und etwas abstehend. Sie sind zwischen 5 und 25 Millimeter lang. Es sind 10 Randdornen vorhanden.

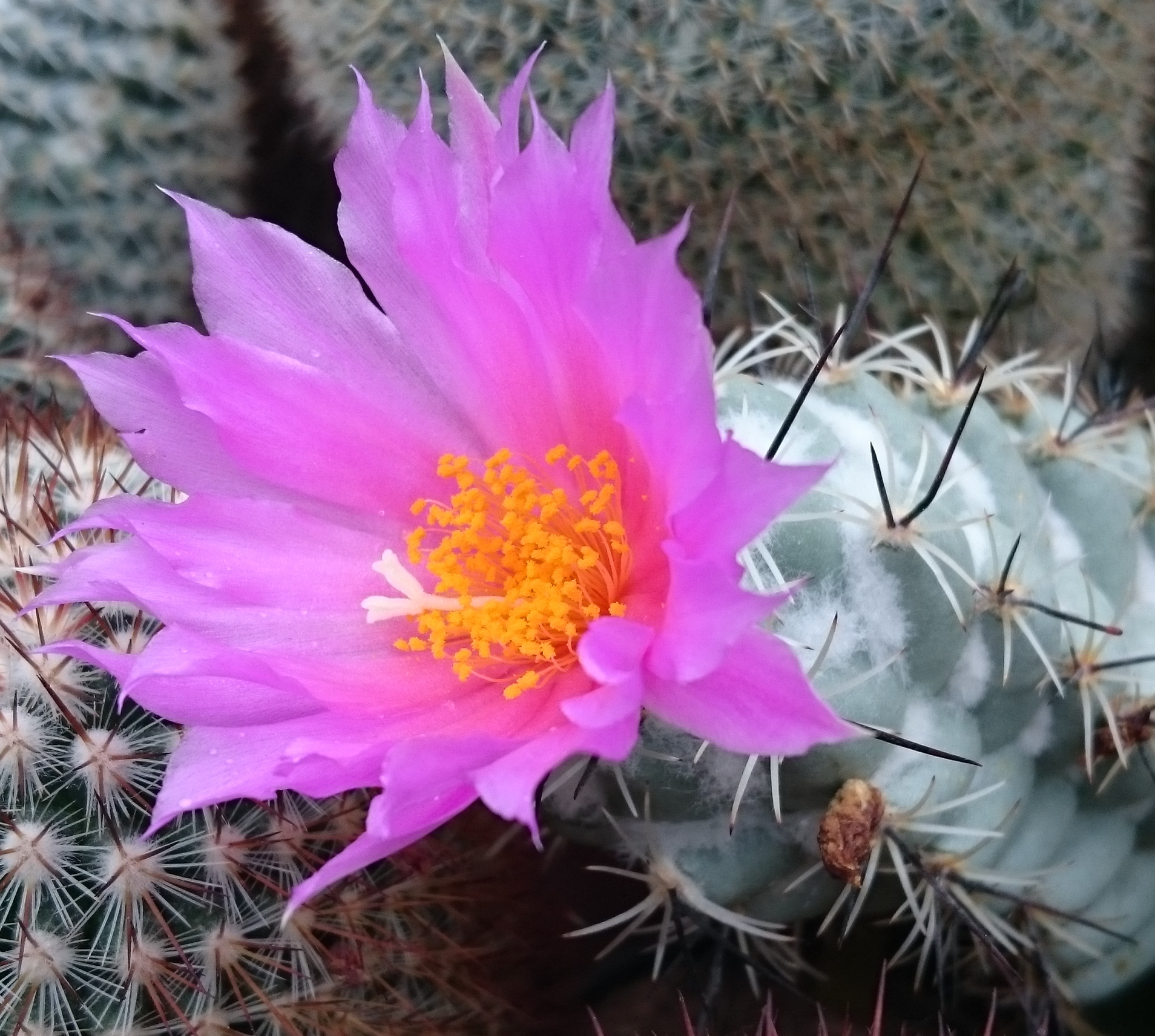
Gepfropfte Pflanze in Kultur mit Blüte

Die trichterförmigen Blüten sind purpurrot, 2 bis 3 Zentimeter lang und weisen einen Durchmesser von 4 bis 6 Zentimeter auf.

## Verbreitung, Systematik und Gefährdung
Neolloydia matehualensis ist im mexikanischen Bundesstaat San Luis Potosí südlich von Matehuala verbreitet.
Die Erstbeschreibung wurde 1948 durch Curt Backeberg veröffentlicht.
In der Roten Liste gefährdeter Arten der IUCN wird die Art als „Data Deficient (DD)“, d. h. mit keinen ausreichenden Daten geführt.

## Nachweise